# Leon Zylbersztajn
Leon Juda Lejb Zylbersztajn (Silberstein) (ur. 1905 w Piotrkowie Trybunalskim, zm. 1996) – polski przedsiębiorca narodowości żydowskiej, członek ruchu oporu w getcie częstochowskim.

## Życiorys
Urodził się w 1905 r. w Piotrkowie Trybunalskim. Ukończył szkołę rolniczą i jako syjonista wyemigrował do Palestyny, gdzie wstąpił do kibucu Petah Tikva. Ze względu na ciężką chorobę matki powrócił do Polski. W latach 1927–1928 odbył służbę wojskową w 27. Pułku Piechoty stacjonującym w Częstochowie. W 1930 r. założył z żoną fabrykę wyrobów metalowych, która produkowała głównie części do rowerów.
Na początku okupacji Niemcy zamknęli jego fabrykę i zarekwirowali mieszkanie Zylbersztajnów (w kamienicy oddanej do użytku na początku 1939 r.), wobec czego rodzina musiała się przenieść do biura zamkniętej fabryki, gdzie zamieszkało też kilku ich krewnych. Po założeniu getta został zatrudniony jako majster. Znalazł się wśród odpowiedzialnych za funkcjonowanie miejskiej infrastruktury i kierował na terenie Częstochowy brygadą robotniczą rzemieślników, złożoną z ludzi znanych mu wcześniej z działalności syjonistycznej.
W getcie należał do konspiracji i mając możliwość pracy poza jego obszarem, pozyskiwał tam informacje, które przekazywał następnie członkom ruchu oporu. Brał udział w akcjach podziemia, które miały na celu karanie zdrajców i denuncjatorów, pozyskiwanie broni oraz utrzymywanie kontaktu z polskim podziemiem z AK i AL. Podczas likwidacji getta we wrześniu i październiku 1942 r. uratował wiele innych osób, organizując ich przeniesienie na teren składu Möbellager. We wrześniu 1942 r. wraz ze swoją brygadą robotniczą został poddany selekcji, a od deportacji do obozu zagłady uratował go nadzorujący brygadę niemiecki policjant, który widział jego dalszą przydatność jako fachowca. W trakcie wywozu Żydów do obozu śmierci w Treblince na terenie jednej z opuszczonych fabryk urządził bunkier, w którym schronienie znalazło 21 osób.
W 1947 r. wyjechał wraz z żoną do Monachium, gdzie uzyskali wizę do Stanów Zjednoczonych. Zmarł w 1996 r. w Stanach Zjednoczonych.
W 2023 r. jego imieniem nazwano rondo przy ulicy Srebrnej w Częstochowie.

## Życie prywatne
Syn Samuela i Sary, mąż księgowej Róży z Rozenblatów (1907-1973). W trakcie Holokaustu stracił synów Natana (ur. 1931) i Zygmunta (ur. 1936).